# رايان سويتنج
رايان سويتنج (بالإنجليزية: Ryan Sweeting)‏ (ولد في 14 يوليو 1987، في فورت لودردايل، فلوريدا). هو لاعب كرة مضرب محترف.